# TCP校验和卸载
TCP校验和卸载（TCP Checksum Offload）是網路卡的一个功能选项。如果该选项开启，则網路卡会负责计算需要发送或者接收到的TCP消息的校验和，从而节省CPU的计算开销。此时，在需要发送的TCP消息到达網路卡前，系统会在TCP报头的校验和字段填充一个随机值。
但是，尽管TCP校验和卸载能够降低CPU的计算开销，但受到计算能力的限制，某些环境下的一些網路卡计算速度不如主频超过400MHz的CPU快。